# Большой Перелаз (Кирово-Чепецкий район)
 Большой Перелаз  — деревня в Кирово-Чепецком районе Кировской области в составе Поломского сельского поселения.

## География
Расположена на расстоянии примерно 2 км на северо-запад от центра поселения села Полом.

## История
Известна с 1671 года как починок на Перелазе, в 1764 году (уже деревня Перелаская Ивана Беляева) 152 жителя. В 1873 году здесь (деревня Ивана Беляева или Перевоз большой) дворов 34 и жителей 261, в 1905 (уже Большой Перелаз) 55 и 329, в 1926 68и 358, в 1950 64 и 252, в 1989 7 жителей.

## Население
Постоянное население составляло 6 человек (русские 100%) в 2002 году, 1 в 2010.